# رایانش همگانی
رایانش همگانی یا رایانش آسایشانه (به انگلیسی: Utility Computing) مدل کسب‌وکاری است که بر اساس آن یک شرکت پشتیبانی یک بخش یا تمامی منابع رایانه‌ای خود را به شرکت دیگری برون‌سپاری می‌کند.
اصل رایانش آسایشانه بسیار ساده است؛ هر شرکت هزینهٔ انجام خدمات رایانشی خود را به شرکت دیگری می‌دهد. این خدمات ممکن است اجارهٔ سخت‌افزار، فضای ذخیره‌سازی داده، استفاده از برنامه‌های کاربردی بخصوص یا دسترسی به توان پردازش رایانه‌ها باشد. همه اینها به نیاز مشتری و آنچه رایانش آسایشانه ارائه می‌دهد، بستگی دارد.
بسیاری از شرکت‌های رایانش آسایشانه، بسته‌هایی از منابع را ارائه می‌دهند. یک بسته جامع ممکن است شامل همه موارد زیر باشد:
1. سخت‌افزار رایانه: از جمله سرویس‌دهنده‌ها، پردازنده‌ها، نمایشگرها، دستگاه‌های ورودی و کابل‌های شبکه.
2. دسترسی به اینترنت: از جمله سرویس‌دهنده‌های وب و مرورگرها.
3. نرم‌افزارهای کاربردی: برنامه‌های رایانه‌ای وسیعی را اجرا می‌کنند و می‌توانند شامل واژه‌پردازها، کارخواه‌ها، برنامه‌های کاربردی خاص و هر چیزی از این قبیل باشند. کارشناسان صنعت به این نوع خاص از کسب و کار، نرم‌افزار به عنوان سرویس می‌گویند.
4. دسترسی به توان پردازشی یک ابررایانه: بعضی از شرکت‌های بزرگ نیاز به محاسبات سنگینی دارند. به عنوان مثال، یک شرکت مالی ممکن است به داده‌های به دست آمده از بازار سهام که به سرعت در حال تغییر است، نیاز داشته باشد. در حالی که یک رایانه معمولی ممکن است ساعت‌ها به پردازش داده‌های پیچیده بپردازد، یک ابررایانه می‌تواند همان کار را با سرعت بسیار بیشتری انجام دهد.
5. استفاده از سامانه رایانش مشبک: سامانه رایانش مشبک، شبکه‌ای از رایانه‌هایی است که نرم‌افزار مخصوصی به نام میان‌افزار را اجرا می‌کند. میان‌افزار پردازنده بیکار را پیدا می‌کند و به برنامه کاربردی اجازه اجرا روی رایانه دیگر را جهت استفاده از آن می‌دهد. این برای مشکلات بزرگ محاسباتی که می‌توانند به تکه‌های کوچتر تقسیم شوند، مفید خواهد بود.
6. ذخیره‌سازی داده‌ها بیرون از محل: ذخیره‌سازی ابری نیز نامیده می‌شود. دلایل بسیاری برای شرکتی که ممکن است مایل باشد داده‌های خود را بیرون از محل مؤسسه ذخیره کند وجود دارد. شرکتی که فرایندهای زیادی از داده‌ها را پردازش می‌کند ممکن است به فضای فیزیکی جهت نگهداری داده‌های سرویس‌دهنده‌اش نیازی نداشته باشد. پشتیبان‌گیری بیرون از محل نیز راه خوبی برای محافظت از اطلاعات در مقابل فاجعه است. برای مثال، اگر ساختمان شرکتی بر اثر آتش‌سوزی ویران شد، باز هم داده‌های آن در مکان دیگری وجود دارد.

## عرضه بر حسب تقاضا
شرکت‌هایی مانند آی‌بی‌ام به مشتریان گزینه‌ای برای اجاره خدمات بر اساس نیازهای اساسی ارائه می‌کنند. در نتیجه، برخی از مردم رایانش آسایشانه را رایانش بنا به درخواست می‌نامند. برخی از شرکت‌ها گزینه‌های محدودی از خدمات را ارائه می‌کنند. دیگر شکل همکاری با مشتریان، تحقیق در مورد چگونگی انجام کسب و کار مشتریان است تا بر همان اساس خدمات جامع و شایسته‌ای به آن‌ها عرضه شود.
مزایای رایانش آسایشانه، بسته به شرکتی که رایانش همگانی را ارائه می‌کند و خدمات مورد درخواست گوناگون است. معمولاً شرکت‌ها به جای استفاده از هزینه‌های ثابت، مشتریان را به اندازه خدمات مصرفی شارژ می‌کنند. هر چه مشتریان بیشتر از خدمات استفاده کنند، باید هزینه بیشتری بپردازند.